# Gilles Schnepp
Gilles Schnepp, né le 16 octobre 1958 à Lyon, est un chef d'entreprise français. Il est président-directeur général du groupe Legrand du 17 mars 2006 au 2 février 2018, puis président de son conseil d'administration jusqu'en 2020. Depuis le 14 mars 2021, il est président du conseil d'administration de Danone.

## Biographie

### Parcours professionnel
Diplômé d'HEC en 1981, Gilles Schnepp commence sa carrière en 1983 chez Merrill Lynch France. Il y est nommé vice-président en 1986, puis senior vice-président en 1989.
Gilles Schnepp passe du monde financier à l'industrie pour rejoindre Legrand en 1989. D'abord adjoint au directeur financier, puis directeur financier, il gravit les échelons pour en devenir vice-président-directeur général en 2004. Il succède alors à François Grappotte. En 2006, il y prend les fonctions de président-directeur général. Il poursuit le développement de l'entreprise, multipliant les rachats et permet à Legrand de réintégrer le CAC 40 en 2011.
Entre 2016 et 2018, Gilles Schnepp a été classé « meilleur patron » du CAC 40 par le magazine Challenges. En 2015, 2016 et 2017, il a été classé parmi les 100 meilleurs PDG selon Harvard Business Review.
En 2018, il cède une partie de la direction du groupe Legrand à Benoît Coquart en conservant la présidence du conseil d'administration du groupe. En juillet 2020, il quitte également la présidence de la société en restant membre du Comité de la stratégie et de la responsabilité sociétale.
En décembre 2020, il entre au conseil d'administration du groupe Danone dont il est élu président le 14 mars 2021. 

### Revenus
En 2011, Gilles Schnepp a perçu un salaire annuel de 1,5 million d'euros. En 2020, le magazine Challenges estime sa fortune à 160 millions d'euros . En 2021, son salaire annuel est estimé à 1,16 million d'euros. 

### Autres fonctions et mandats sociaux
- Administrateur de Saint-Gobain entre juin 2009[17] et juin 2025.
- Administrateur de Sanofi depuis 2020[18] et décembre 2024.
- Administrateur de Socotec depuis 2022[19].
- Président de la Fédération des industries électriques, électroniques et de communication (FIEEC) de juillet 2013 à 2019[20].
- Président de la Commission de transition écologique et économique du Medef, et membre du Conseil Exécutif de 2018 à 2021[18].
- Vice-Président et membre du Conseil de surveillance de Peugeot S.A entre avril 2019 et décembre 2020[21].

## Distinctions
- Chevalier de la Légion d’honneur (2007)[22].
- Officier dans l'ordre national du Mérite (2012)[23].

## Vie privée
Gilles Schnepp est marié à Blandine Favre-Gilly, une psychologue, et père de trois enfants.